# Voetbalkampioenschap van Saale 1930/31
In 1930/31 werd het 24ste voetbalkampioenschap van Saale gespeeld, dat georganiseerd werd door de Midden-Duitse voetbalbond. Wacker Halle werd kampioen en plaatste zich voor de Midden-Duitse eindronde. De club versloeg FC Wacker Nordhausen, SV Wacker Bernburg en verloor dan van Planitzer SC.

## Gauliga
| Plaats | Club                      | Wed. | W  | G | V  | Saldo | Ptn.  |
| ------ | ------------------------- | ---- | -- | - | -- | ----- | ----- |
| 1.     | Hallescher FC Wacker 1900 | 18   | 16 | 1 | 1  | 83:24 | 33:03 |
| 2.     | SpVgg Borussia 02 Halle   | 18   | 11 | 3 | 4  | 53:34 | 25:11 |
| 3.     | SV Merseburg 99           | 18   | 8  | 4 | 6  | 54:47 | 20:16 |
| 4.     | VfL 1912 Merseburg        | 18   | 8  | 4 | 6  | 47:42 | 20:16 |
| 5.     | SpVgg 1919 Neumark        | 18   | 8  | 3 | 7  | 53:44 | 19:17 |
| 6.     | FV Sportfreunde Halle     | 18   | 7  | 5 | 6  | 43:45 | 19:17 |
| 7.     | VfL Halle 1896            | 18   | 6  | 2 | 10 | 29:47 | 14:22 |
| 8.     | SC Favorit Halle          | 18   | 4  | 3 | 11 | 35:61 | 11:25 |
| 9.     | SV 1898 Halle             | 18   | 3  | 4 | 11 | 35:61 | 10:26 |
| 10.    | SV 1922 Kayna             | 18   | 3  | 3 | 12 | 32:59 | 09:27 |

|  | Kampioen, geplaatst voor Midden-Duitse eindronde |
|  | Degradatie                                       |

## 1. Klasse

### Groep A
| Plaats | Club                | Wed. | W  | G | V  | Saldo | Ptn.  |
| ------ | ------------------- | ---- | -- | - | -- | ----- | ----- |
| 1.     | FC 1910 Ammendorf   | 14   | 11 | 1 | 2  | 68:25 | 23:05 |
| 2.     | VfB Schkeuditz      | 14   | 11 | 1 | 2  | 51:26 | 23:05 |
| 3.     | GSV Meuschau        | 14   | 10 | 1 | 3  | 53:38 | 21:07 |
| 4.     | Giebichensteiner SV | 13   | 6  | 0 | 7  | 41:47 | 12:14 |
| 5.     | SpVgg Lettin        | 14   | 5  | 2 | 7  | 34:39 | 12:16 |
| 6.     | SpVgg Nietleben     | 13   | 5  | 1 | 7  | 34:32 | 11:15 |
| 7.     | Marathon Neurössen  | 14   | 3  | 0 | 11 | 24:51 | 06:22 |
| 8.     | Polizei SV Halle    | 14   | 1  | 0 | 13 | 17:64 | 02:26 |

|  | Finale titel |

### Groep B
| Plaats | Club                       | Wed. | W  | G | V  | Saldo | Ptn.  |
| ------ | -------------------------- | ---- | -- | - | -- | ----- | ----- |
| 1.     | FC Preußen Merseburg 1901  | 14   | 12 | 2 | 0  | 56:08 | 26:02 |
| 2.     | RSV Sportbrüder 1904 Halle | 13   | 10 | 0 | 3  | 47:24 | 20:06 |
| 3.     | Sportring Mücheln          | 13   | 6  | 5 | 2  | 24:19 | 17:09 |
| 4.     | Freya Passendorf           | 14   | 6  | 2 | 6  | 34:34 | 14:14 |
| 5.     | SV Beuna                   | 14   | 5  | 2 | 7  | 29:29 | 12:16 |
| 6.     | Eintracht Halle            | 14   | 4  | 3 | 7  | 35:44 | 11:17 |
| 7.     | VfR Reideburg              | 14   | 4  | 2 | 8  | 28:49 | 10:18 |
| 8.     | SC Halle-Cröllwitz         | 14   | 0  | 0 | 14 | 16:62 | 00:28 |

### Finale
|  |                |       |                           |  |
|  | VfB Schkeuditz | 7 – 2 | FC Preußen Merseburg 1901 |  |
|  |                |       |                           |  |